# Малявіче-Гурне
Малявіче-Гурне (пол. Malawicze Górne) — село в Польщі, у гміні Сокулка Сокульського повіту Підляського воєводства.
Населення — 50 осіб (2021).
У 1975-1998 роках село належало до Білостоцького воєводства.

## Демографія
Демографічна структура станом на 2021 рік:
|          | Загалом | Допрацездатний вік | Працездатний вік | Постпрацездатний вік |
| -------- | ------- | ------------------ | ---------------- | -------------------- |
| Чоловіки | 26      | 3                  | 18               | 5                    |
| Жінки    | 24      | 8                  | 10               | 6                    |
| Разом    | 50      | 11                 | 28               | 11                   |